# Naco (Sonora)
Naco é um município do estado de Sonora, no México.